# Kathua
Kathua là một thị xã và là nơi đặt ủy ban khu vực thị xã (town area committee) của quận Kathua thuộc bang Jammu và Kashmir, Ấn Độ.

## Địa lý
Kathua có vị trí 32°22′B 75°31′Đ / 32,37°B 75,52°Đ Nó có độ cao trung bình là 307 mét (1007 feet).

## Nhân khẩu
Theo điều tra dân số năm 2001 của Ấn Độ, Kathua có dân số 40.006 người. Phái nam chiếm 54% tổng số dân và phái nữ chiếm 46%. Kathua có tỷ lệ 72% biết đọc biết viết, cao hơn tỷ lệ trung bình toàn quốc là 59,5%: tỷ lệ cho phái nam là 76%, và tỷ lệ cho phái nữ là 67%. Tại Kathua, 12% dân số nhỏ hơn 6 tuổi.